# 普沃齊奇納河
53°1′10″N 15°57′18″E / 53.01944°N 15.95500°E

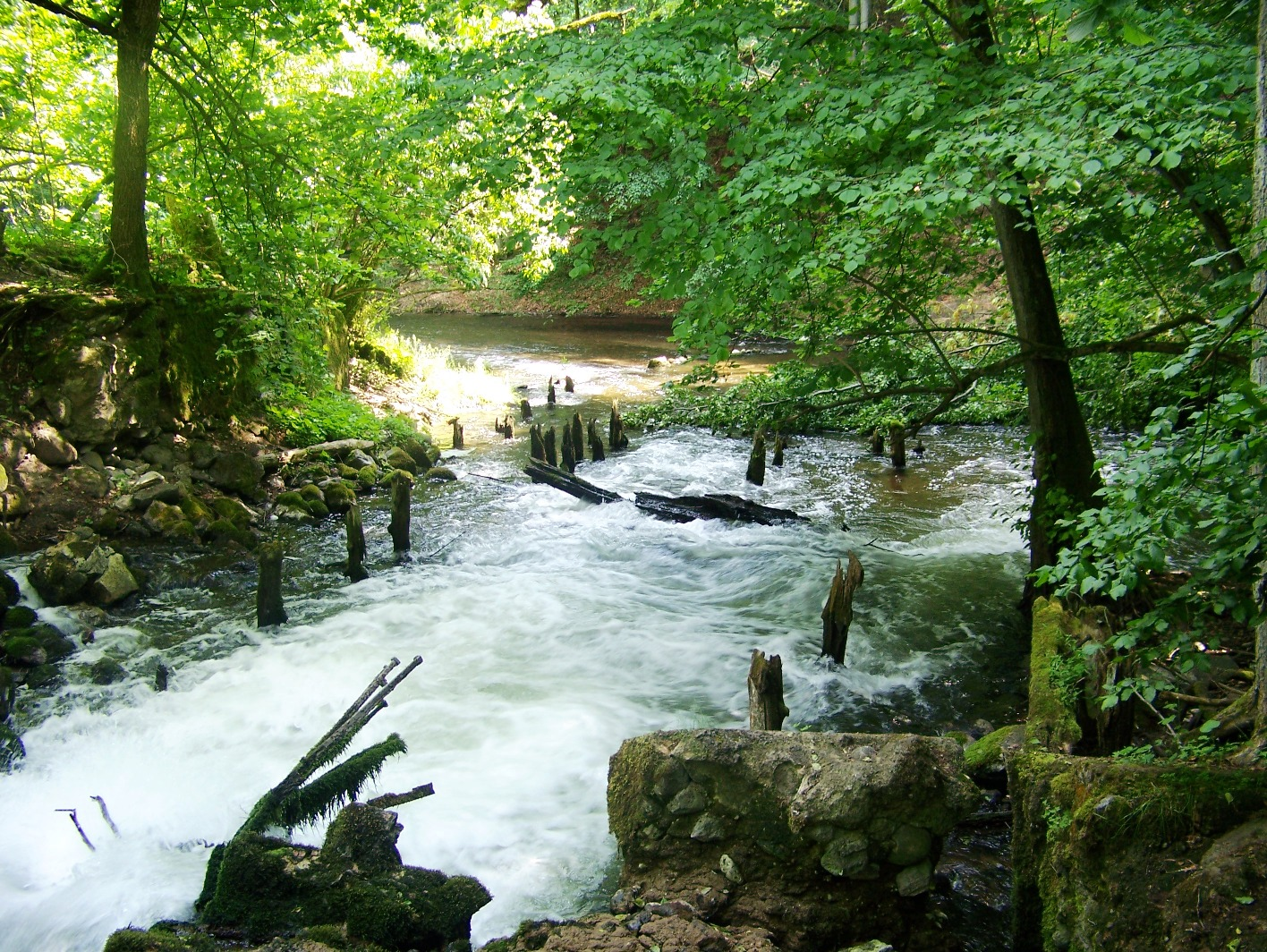

普沃齊奇納河是波蘭的河流，位於該國西北部，處於西波美拉尼亞省，屬於德拉瓦河的左支流，河道全長48公里，流域面積447平方公里，發源自米羅斯瓦維茨附近。